# Грин, Роберт Фрэнсис
Ро́берт Фрэ́нсис Грин (14 ноября 1861 года — 5 октября 1946 года) — канадский предприниматель и политик из Британской Колумбии, член Консервативной и Юнионистской партий. Депутат Палаты общин Канады (1912—1921), сенатор Канады (1921—1946). Также занимал ряд постов в провинциальном правительстве Британской Колумбии.

## Биография
Родился 14 ноября 1861 года в городе Питерборо, в то время входившем в состав региона Канада Запад провинции Канада (ныне — в провинции Онтарио). С 1893 по 1897 годы был мэром населённого пункта Касло, провинция Британская Колумбия, переизбирался трижды.
В 1898 году Грин был избран членом Законодательного собрания Британской Колумбии от округа Слокан, в 1903 году избран от округа Касло. После выборов 1903 года вошёл в состав правительства Ричарда Макбрайда в качестве министра шахт, образования и землеустройства, а также провинциального секретаря. Покинул Законодательное собрание в 1907 году, не став баллотироваться на очередных выборах.
В 1912 году Грин был избран депутатом Палаты общин от округа Кутеней на довыборах, сменив ушедшего в отставку Артура Сэмюэла Гудива, назначенного комиссаром по делам железных дорог. На выборах 1917 года округ Кутеней был разделён на два, а Грин стал депутатом от округа Кутеней Запад. В 1921 году, по окончании своего срока в Палате общин, Грин был назначен сенатором от Британской Колумбии. В Сенате он служил до самой смерти.
Скончался Роберт Грин 5 октября 1946 года.